# Хабаровское книжное издательство
«Хаба́ровское кни́жное изда́тельство» — советское, российское государственное издательство, ныне акционерное общество. Основано в 1953 году в Хабаровске.

## История
Основано в 1953 году на базе «Дальневосточного краевого отделения ОГИЗ». С 1963 года находилось в подчинении Государственному комитету Совета министров РСФСР по печати. Имело отделение в Благовещенске, основанное на базе «Амурского книжного издательства».
Специализировалось на выпуске общественно-политической, производственно-технической, экономической, сельскохозяйственной, художественной, детской, краеведческой и научно-популярной литературы. Выпускало книжные серии «Библиотека дальневосточного романа», «Дальневосточная историческая библиотека», «Первопроходцы», «Адрес подвига — Дальний Восток», «Байкало-Амурская библиотека „Мужество“».
В 1993 году издательство стало государственным унитарным предприятием, в 2010 году — федеральным государственным унитарным предприятием, с 2014 года — акционерное общество.
Последние книги издательства датируются 2005 годом.
| Статистика по объёмам производства. 1979–1990 годы | Статистика по объёмам производства. 1979–1990 годы | Статистика по объёмам производства. 1979–1990 годы | Статистика по объёмам производства. 1979–1990 годы | Статистика по объёмам производства. 1979–1990 годы | Статистика по объёмам производства. 1979–1990 годы | Статистика по объёмам производства. 1979–1990 годы | Статистика по объёмам производства. 1979–1990 годы |
| —                                                  | 1979                                               | 1980                                               | 1982                                               | 1983                                               | 1984                                               | 1985                                               | 1990                                               |
| -------------------------------------------------- | -------------------------------------------------- | -------------------------------------------------- | -------------------------------------------------- | -------------------------------------------------- | -------------------------------------------------- | -------------------------------------------------- | -------------------------------------------------- |
| Книг и брошюр, печатных единиц                     | 75                                                 | 83                                                 | 84                                                 | 87                                                 | 94                                                 | 94                                                 | 67                                                 |
| Тираж, млн экз.                                    | 3,4                                                | 4,228                                              | 4,3274                                             | 4,2986                                             | 4,0211                                             | 4,2241                                             | 2,6795                                             |
| Печатных листов-оттисков, млн                      | н. д.                                              | 29,93                                              | 33,5269                                            | 33,987                                             | 32,2049                                            | 33,7703                                            | 30,3072                                            |